# Piona reighardi
Piona reighardi är en kvalsterart som först beskrevs av Albert Burke Wolcott 1902.  Piona reighardi ingår i släktet Piona och familjen Pionidae. Inga underarter finns listade i Catalogue of Life.